# الاتحاد الفلسطيني للترايثلون
الاتحاد الفلسطيني للترايثلون هو اتحاد رياضي تأسس في فلسطين عام 2012 تحت إشراف اللجنة الأولمبية الفلسطينية، ووزارة الشباب والرياضة الفلسطينية، وحظي بعضوية الاتحاد العربي للترايثلون، ثم نال اعتراف الاتحاد الدولي للترايثلون في أكتوبر (تشرين الأول) عام 2012. ويشغل محمد أبو طير في الوقت الحالي منصب رئيس الاتحاد.

## الأنشطة
يتولى الاتحاد الفلسطيني للترايثلون تنظيم إقامة البطولات المحلية وإدارة رياضة الترايثلون الفلسطينية وتمثيلها داخليًا وخارجيًّا، وإعداد المنتخب الفلسطيني للترايثلون، وتقديم الدعم وتوفير ما يلزم من أجهزة ومدربين للفرق والأندية والمراكز المنتسبة له والتي تمارس رياضة الترايثلون في كل من الضفة الغربية وقطاع غزة.

## الفعاليات والبطولات
كانت أولى الفعاليات التي نظمها الاتحاد الفلسطيني للترايثلون عقب تأسيسه والاعتراف به رسميا من الاتحاد الدولي والاتحادات القارية والإقليمية هو سباق اختراق المحافظات الجنوبية الذي أقامه تضامنا مع الأسرى الفلسطينيين المضربين عن الطعام في سجون الاحتلال الإسرائيلي. انطلق في 20 فبراير (شباط) عام 2013 بدءا من مقر نادي شباب رفح في أقصى الجنوب في محافظة رفح وانتهاء بخيمة التضامن مع الأسرى بالقرب من مقر الاتحاد الأوروبي بمدينة غزة. بمحافظة غزة. ومن بين البطولات الأخرى التي نظمها الاتحاد الفلسطيني للترايثلون ما يلي:
- بطولة فلسطين للترايثلون، وهي بطولة تقام سنويا على شاطئ بحر مدينة غزة.[3][4]

## الرؤساء
يوضح الجدول التالي قائمة رؤساء الاتحاد الفلسطيني للترايثيون منذ تأسيسه وحتى الآن:
| الرئيس       | تاريخ تولي المنصب | تاريخ ترك المنصب |
| ------------ | ----------------- | ---------------- |
| محمد أبو طير | 2013              | حتى الآن         |